# Eristalis precipua
Eristalis precipua là một loài ruồi trong họ Ruồi giả ong (Syrphidae). Loài này được Williston mô tả khoa học đầu tiên năm 1888. Eristalis precipua phân bố ở vùng Tân Nhiệt đới